# 3665 Fitzgerald
(3665) Fitzgerald is een planetoïde in de planetoïdengordel, die op 19 maart 1979 werd ontdekt door Antonín Mrkos. De planetoïde is vernoemd naar de 20ste-eeuwse jazzzangeres Ella Fitzgerald.